# 2917 Sawyer Hogg
2917 Sawyer Hogg је астероид главног астероидног појаса чија средња удаљеност од Сунца износи 2,795 астрономских јединица (АЈ).
Апсолутна магнитуда астероида је 12,0.